# Michael Schur
Michael Herbert Schur (Ann Arbor, 29 de octubre de 1975) es un productor y guionista estadounidense de televisión, más conocido por su participación en The Office y haber sido uno de los creadores de Parks and Recreation, ambas series de comedia de NBC. Schur también es conocido por su pequeño rol en The Office como Mose Schrute, el primo de Dwight Schrute, interpretado por Rainn Wilson. En 2013 junto Daniel J. Goor, Schur creó la comedia de Fox, Brooklyn Nine-Nine, la cual se estrenó en septiembre de 2013. Asimismo en 2016 creó la serie de comedia y fantasía The Good Place, que también se estrenó por la cadena estadounidense NBC. Esta última serie se centra en Eleanor Shellstrop (Kristen Bell), una joven recién fallecida que se despierta en la otra vida y es enviada por Michael (Ted Danson) al «lado bueno».

## Biografía
Michael Schur nació en Ann Arbor (estado de Míchigan); sus padres fueron Warren M. Schur y Anne Herbert. Fue criado en West Hartford (estado de Connecticut). Schur se comenzó a interesar en la comedia cuando tenía 11 años, luego de leer Without Feathers, una colección de ensayos humorístisticos escritos en 1975 por Woody Allen. Dijo que había encontrado el libro en la biblioteca de su padre y que se quedó leyéndolo hasta las 4 a. m.
Schur fue a la Escuela Secundaria William H. Hall en West Hartford. A nivel universitario fue alumno de Harvard, graduándose en 1997. Allí fue parte de la fraternidad Phi Beta Kappa y el Harvard Lampoon.

## Carrera
Schur escribió para Saturday Night Live por seis temporadas hasta el 2004. Poco después se convirtió en el productor y guionista de The Office en NBC, serie para la cual escribió diez episodios. Schur tuvo un papel en la serie como el primo de Dwight Schrutte, Mose, en los episodios Initiation, Money, The Deposition, Koi Pond y Counseling. También coescribió junto a Paul Liberstein los episodios de The Office: The Accountants, una miniserie web derivada de la original.
Schur también escribió para Fire Joe Morgan, un blog de deportes, bajo el nombre de Ken Tremendous. Schur resucitó el pseudónimo el 31 de marzo de 2011 cuando comenzó a escribir para el sitio de béisbol de SB Nation. Ken Tremendous también es el nombre de usuario de Schur en Twitter.
En abril de 2008, Schur y Greg Daniels comenzaron a trabajar en un piloto para Parks and Recreation, inicialmente como un spin-off de The Office. Con el paso del tiempo, Schur se dio cuenta de que Parks and Recreation funcionaría mejor como un programa de televisión separado de The Office. Pese a que Parks and Recreation recibió críticas negativas durante su primera temporada, fue aclamado por la crítica en su segunda (lo mismo que había sucedido con The Office).
Schur colaboró con la banda The Decemberists en el video musical para su canción «Calamity Song», del álbum The King is dead.  Este video está basado libremente en Eschaton, un modelo de juego de guerra nuclear jugado en una cancha de tenis que David Foster Wallace creó en su novela de 1996, Infinite Jest. Schur escribió su tesis de licenciatura sobre la base de la novela, y también cuenta con los derechos para convertirla en película.
Junto a Daniel J. Goor, Schur creó la comedia de Fox, Brooklyn Nine-Nine, la cual se estrenó en septiembre de 2013.
En 2021 crea la comedia de situación Rutherford Falls conjuntamente con Sierra Teller Ornelas y Ed Helms.

## Vida privada
Schur está casado con Jennifer Philbin (n. 1974), una ex guionista de la serie televisiva The O.C. e hija de la estrella de televisión, Regis Philbin.
Su primer hijo, William Xavier Schur, nació el 18 de febrero de 2008.
Su segundo nombre, Xavier, es en honor al nombre de confirmación de Regis Philbin.
El 14 de julio de 2010, Jennifer Philbin dio a luz a su hija, Ivy Elizabeth, en California.

## Filmografía

### Episodios de TV escritos

#### The Office
1. "The Alliance" (12 de abril de 2005) – Temporada 1
2. "Office Olympics" (4 de octubre de 2005) – Temporada 2
3. "Christmas Party" (6 de diciembre de 2005) – Temporada 2 - (nominado para un Premio Emmy a Mejor Guion en una Serie de Comedia)[12]
4. "Valentine's Day" (9 de febrero de 2006) – Temporada 2
5. "Branch Closing" (9 de noviembre de 2006) – Temporada 3
6. "Traveling Salesmen" coescrito con Lee Eisenberg y Gene Stupnitsky (11 de enero de 2007) – Temporada 3
7. "The Return" coescrito con Lee Eisenberg and Gene Stupnitsky (18 de enero de 2007) – Temporada 3
8. "The Negotiation" (5 de abril de 2007) – Temporada 3 - (nominado para un Premio Emmy a Mejor Guion en una Serie de Comedia)[13]
9. "The Job" coescrito con Paul Lieberstein (17 de mayo de 2007) – Temporada 3
10. "Dunder Mifflin Infinity" (4 de octubre de 2007) – Temporada 4

#### Parks and Recreation
1. "Pilot" (9 de abril de 2009)  – Temporada 1, episodio 1
2. "Greg Pikitis" (29 de octubre de 2009)  – Temporada 2, episodio 7
3. "Christmas Scandal" (10 de diciembre de 2009)  – Temporada 2, episodio 12
4. "Galentine's Day" (11 de febrero de 2010)  – Temporada 2, episodio 16
5. "The Master Plan" (13 de marzo de 2010)  – Temporada 2, episodio 23
6. "Time Capsule" (3 de febrero de 2011)  – Temporada 3, episodio 3
7. "End of the World" (3 de noviembre de 2011)  – Temporada 4, episodio 6
8. "The Trial of Leslie Knope coescrito con Dan Goor (1 de diciembre de 2011)  – Temporada 4, episodio 9
9. "Win, Lose, or Draw" (8 de mayo de 2012)  – Temporada 4, episodio 22 (nominado para un Premio Emmy a Mejor Guion en una Serie de Comedia)[14]
10. "Halloween Surprise" (25 de octubre de 2012)  – Temporada 5, episodio 5
11. "Leslie and Ben" coescrito con Alan Yang (21 de febrero de 2013)  – Temporada 5, episodio 14
12. "Are You Better Off" (2 de mayo de 2013)  – Temporada 5, episodio 22
13. "A Parks and Recreation Special" (30 de abril de 2020); episodio especial.

#### The Good Place
Artículo principal: The Good Place descripción y episodios. 

### Episodios de TV dirigidos

#### Parks and Recreation
- "Rock Show" – Temporada 1
- "Sister City" – Temporada 2
- "Time Capsule" – Temporada 3